# Коронавірусна хвороба 2019 в Азербайджані
Коронавірусна хвороба 2019 в Азербайджані — розповсюдження вірусу територією Азербайджану.

## Перебіг подій

### 2020
Перший випадок було підтверджено в лютому.
27 лютого створено оперативний штаб при Кабінеті Міністрів країни для запобігання небезпеці.
28 лютого було підтверджено перший випадок COVID-19. Пацієнт, громадянин РФ, приїхав з Ірану. Пізніше було підтверджено ще два випадки, обох людей було ізольовано. Це були громадяни Азербайджану, які повернулися з Ірану. Того ж дня Азербайджан закрив кордони з Іраном на 2 тижні.
2 березня в усіх навчальних закладах країни припинено навчання та інші заходи щонайменше до 27 березня.
4 березня Азербайджан припинив пускати вантажні автомобілі з Ірану.
7 березня трьом громадянам Азербайджану, які повернулися з Ірану, поставлено діагноз коронавірусу. Один із них, чоловік 1938 року народження, згодом потрапив до лікарні, йому встановили діагноз — пневмонія. Двоє інших — студенти, 1993 та 1994 року народження, що навчались в іранському місті Кум.
9 березня двоє громадян Азербайджану (1966 та 1978 р.н.), які прибули з Ірану, також виявились зараженими.
12 березня в країні підтверджено перший летальний випадок (жінка, що повернулась з Ірану), число заражених в сягнуло 15 осіб.
15 березня було підтверджено ще 6 випадків.
16 березня було заборонено відвідування Росії, Азербайджанська Національна академія наук повідомила, що в Інституті молекулярної біології та біотехнології розпочато роботу з підготовки вакцин проти коронавірусу.
18 березня оперативний штаб повідомив, що ще чотирьох пацієнтів після одужання виписали з лікарень.
21 березня виявлено дев'ять нових випадків. Скорочення робочого часу поширилось на кафе, ресторани, чайні будинки, інтернет-клуби та інших служби громадського харчування.
22 березня було підтверджено ще 12 випадків, серед яких перший підтверджений випадок передачі вірусу від людини до людини всередині країни. Торгові центри, торгові центри та інші багатолюдні об'єкти закрито на місяць.
24 березня вводиться карантин терміном до 20 квітня: людям, старшим 65 років, заборонено виходити з дому, припинено всі регіональні та міжміські перевезення, заборонено зібрання за участі більше 10 осіб тощо.
28 вересня було продовжено карантин щонайменше до 2 листопада, при цьому, щотижня з четверга по суботу було зупинено рух громадського транспорту і метрополітену в Баку.
21 листопада карантин в Азербайджані продовжили до 28 грудня.

### 2021
18 січняв в Азербайджані почалася вакцинація китайської вакциною Sinovac.